# Csang Csün-csao
Csang Csün-csao (Zhang Junzhao) (egyszerűsített kínai: 张军钊; hagyományos kínai: 張軍釗, pinjin: Zhāng Jūnzhāo, magyaros átírás szerint: Csang Csün-csao) (Honan, 1952. október – Talien, 2018. június 9.) kínai filmrendező és forgatókönyvíró volt az 1980-as években. Csang (Zhang) a Pekingi Filmakadémia végzőse volt, Csang Ji-mou (Zhang Yimou), Csen Kaj-ko (Chen Kaige) és Tien Csuang-csuang (Tian Zhuangzhuang) kortársa, a kínai filmművészet ötödik generációjának alakja.

## Korai évek és karrier
Csang Csün-csao (Zhang Junzhao) Honan tartományban született 1952-ben. Színészként és rendezőként is jelentős alakja volt a kulturális forradalom időszakának. 1978-ban kezdte tanulmányait a Pekingi Filmakadémián, ahol 1982-ben végzett, majd osztálytársaival, Csang Ji-mouval (Zhang Yimou-val) és Csen Kaj-koval (Chen Kaige-dzsel) együtt a nanningi Guangxi Filmstúdióban kezdtek dolgozni.
1984-es One and Eight (Yi ge he ba ge) című filmjét az ötödik generáció első alkotásai között emlegetik, míg az 1988-as The Shining Arc (Hu guang) című művét jelölték 1989-ben a Moszkvai Nemzetközi Filmfesztivál díjára.

## Filmjei
- One and Eight (Yi ge he ba ge) (1984)
- Come on, China! (Jia you, Zhong Guo dui!) (1985)
- The Loner (1986)
- The Shining Arc (Hu guang) (1988)
- Blood From Mother's Hand (1992)